# 许双双
许双双（1996年4月6日—）是一名中华人民共和国女子中長跑运动员。她生於重庆市，曾在家鄉的璧山中學就讀，後來被上海交通大学錄取。她曾参加2018年亚运会田径项目女子3000米障碍赛、2019年世界田径锦标赛女子3000米障碍赛 、2020年夏季奧林匹克運動會田徑女子3000公尺障礙賽、2022年世界田径锦标赛女子3000米障碍赛、2024年夏季奧林匹克運動會田徑女子3000公尺障礙賽。